# Stopklatka.pl
Stopklatka.pl (od 2016 pod adresem archiwum.stopklatka.pl) – pierwszy i zarazem najstarszy polski internetowy portal filmowy, który zawiera informacje o filmach, serialach i aktorach. Serwis powstał w sierpniu 1996, jednak jego historia rozpoczęła się dużo wcześniej, bo w październiku 1986 roku, kiedy to wyemitowano pierwszą audycję radiową o nazwie „Stopklatka”.
W sierpniu 2016 r. portal został przekształcony w oficjalną stronę kanału filmowo-serialowego Stopklatka TV, a wcześniej powstałe treści umieszczone zostały pod adresem archiwum.stopklatka.pl.

## Historia

### Audycja radiowa
Historia nazwy serwisu o tematyce filmowej sięga roku 1986, kiedy w październiku rozpoczęto transmisję audycji radiowej o nazwie „Stopklatka” w Akademickim Radiu Pomorze w Szczecinie, tworzonej przez Daniela Bochińskiego i Mariusza Maślankę, do której w roku 1987 przyłączył się Adam Bortnik, pełniący od roku 2000 do maja 2011 roku rolę Prezesa Spółki. W grudniu 1993 roku audycja ta została przeniesiona do lokalnego Radia ABC w Szczecinie, kiedy to dołączył do niej Krzysztof Spór.

### Uruchomienie strony internetowej
W sierpniu 1996 roku Adam Bortnik założył stronę internetową o nazwie „Stopklatka” jako część serwisu internetowego Radia ABC. Treści do tej strony przygotowywał Krzysztof Spór. Jesienią do tego grona przyłączył się Sławomir Cichoń i wkrótce został uruchomiony portal internetowy pod własnym adresem domenowym. Na podstawie umowy zawartej z Microsoft Corporation – Portal stał się jednym z dziesięciu polskich Platynowych Kanałów Internetowych preinstalowanych w przeglądarce internetowej Internet Explorer 4.0.

### Utworzenie spółki cywilnej
W maju 1998 roku Adam Bortnik i Sławomir Cichoń, wnosząc po 50 procent wkładów, zarejestrowali firmę Stopklatka spółka cywilna. Sławomir Cichoń w 1999 roku zrezygnował ze współpracy wypowiadając wkład w spółce. Wtedy to do spółki cywilnej dołączył, współpracujący już z nią na wcześniejszym etapie, Przemysław Basiak. Wykształcenie informatyczne oraz doświadczenie w projektowaniu i tworzeniu stron internetowych Przemysława Basiaka połączone z zamiłowaniem do filmu stanowiło uzupełnienie wiedzy i pasji filmowej Adama Bortnika i Krzysztofa Spóra.
Poza podstawową działalnością, jaką było prowadzenie Portalu, Stopklatka rozpoczęła świadczenie usług projektowania, tworzenia i utrzymywania stron internetowych głównie dla klientów z branży filmowej. Pierwszymi klientami Spółki w tej grupie usług byli współpracujący już ze spółką dystrybutorzy filmowi: Gutek Film Sp. z o.o., Vision Sp. z o.o., Warner Bros. Polska i Best Film Sp. z o.o. 

### Pozyskanie inwestora i utworzenie spółki z o.o.
W maju 2000 roku w wyniku rozmów z inwestorem branżowym – PROKOM Software S.A. – została zawiązana spółka z ograniczoną odpowiedzialnością pod firmą Stopklatka Sp. z o.o. W nowo utworzonym podmiocie, pomyślanym jako kontynuator prowadzonej przez spółkę cywilną działalności, inwestor branżowy PROKOM Internet S.A. (spółka z grupy kapitałowej PROKOM Software S.A., która na skutek dalszych zmian własnościowych zmieniła nazwę na NET INTERNET S.A.) objął 80 proc. udziałów, a Adam Bortnik (jako prezes zarządu) i Przemysław Basiak stali się udziałowcami i zostali powołani w skład Zarządu nowo utworzonej spółki.
Krzysztof Spór został zatrudniony jako redaktor prowadzący, a w dalszym okresie objął funkcję redaktora naczelnego.

### Przekształcenie w spółkę akcyjną
W połowie 2009 roku, w związku z planami wprowadzenia akcji Spółki do obrotu na rynku NewConnect, nastąpiło przekształcenie w spółkę akcyjną, a w dniu 6 maja 2010 roku Walne Zgromadzenie Akcjonariuszy podjęło uchwałę o emisji akcji serii B oraz o ubieganiu się o wprowadzenie akcji Spółki do obrotu na NewConnect.

### Pozyskanie inwestora branżowego
31 maja 2010 roku, w wyniku transakcji sprzedaży części akcji przez Net Internet S.A., Spółka pozyskała nowego inwestora strategicznego Kino Polska TV Sp. z o.o., przekształconego w sierpniu 2010 roku w Kino Polska TV S.A., stając się członkiem Grupy Mediowej SPI. 6 grudnia 2010 roku, po sfinalizowaniu transakcji z Net Internet S.A., Kino Polska TV S.A. stało się akcjonariuszem większościowym z pakietem 65,22% akcji.

### Debiut giełdowy
12 lipca 2010 roku Spółka zadebiutowała na Alternatywnym Systemie Obrotu NewConnect, należącym do Giełdy Papierów Wartościowych w Warszawie S.A. W chwili debiutu akcje osiągnęły poziom 4,89 zł – o 20 procent wyższy od ceny emisyjnej. W 2020 została wykluczona z obrotu.

### Koncesja telewizyjna
30 października 2013 roku Krajowa Rada Radiofonii i Telewizji przyznała koncesję na nadawanie pierwszego kanału filmowego w Polsce w ramach naziemnej telewizji cyfrowej. Stopklatka TV rozpoczęła nadawanie 15 marca 2014 roku. Nadawcą kanału jest Stopklatka S.A., której właścicielem jest Kino Polska TV SA. Stopklatka TV prezentuje szeroki wybór  filmów: od hollywoodzkich hitów, przez pozycje nagradzane na festiwalach, aż po klasykę kina akcji. Na antenie znaleźć można również popularne seriale oraz stałe pasma dokumentalne.

### Zakończenie działania portalu filmowego
W sierpniu 2016 roku spółka zdecydowała o zaprzestaniu prowadzenia portalu tematycznego. W to miejsce pod adresem Stopklatka.pl zaczął działać serwis informacyjny stacji telewizyjnej Stopklatka TV.

## Struktura serwisu
Serwis Stopklatka.pl zawierał:
- Szczegółowe informacje o filmach (ich produkcji, twórcach, obsadzie)
- Streszczenia, galerie zdjęć, daty premier kinowych, wideo, DVD oraz Video CD
- Informacje o festiwalach i nagrodach filmowych
- Relacje z imprez, felietony i recenzje filmowe
- Rekomendacje telewizyjnych projekcji filmów
- Box office
- Kino wirtualne, zawierające najnowsze zwiastuny filmów
- Muzykę filmową

W 2001 został uruchomiony serwis WAP prezentujący wydarzenia i ciekawostki ze świata filmu, repertuar i aktualne notowania filmowe, konkursy.
Dodatkową atrakcję stanowiły witryny filmowe skupione wokół projektu „strony specjalne”, poświęcone aktorom, twórcom filmowym, filmom i serialom telewizyjnym, tworzone przez miłośników świata filmu nie związanych z serwisem.

## Nagrody i wyróżnienia
- W 2007 mianowany partnerem Europejskiej Akademii Filmowej przy nagrodzie People's Choice Award
- W 2008 nominowany do Nagrody Polskiego Instytutu Sztuki Filmowej (PISF) w kategorii Portal Internetowy
- W 2009 zdobywca nagrody PISF w kategorii Portal Internetowy. Honorowane tą nagrodą są osoby i instytucje uznawane za wybitnie przyczyniające się do rozwoju, promocji i upowszechniania kultury filmowej w Polsce
- W 2010 nominowany do nagrody PISF w kategorii Portal Internetowy. Nagrodę tę otrzymał portal Bazafilmowa.pl, którego Spółka jest współtwórcą
- W 2010 Portal Stopklatka.pl uznany najciekawszym serwisem poświęconym tematyce filmowej (drugie miejsce wśród serwisów o tematyce kulturalnej) w ankiecie przeprowadzonej wśród 11 dziennikarzy polskich mediów, zajmujących się kulturą – według rankingu opublikowanego w numerze 4/2010 miesięcznika Press

## Ważniejsze wydarzenia
- Październik 1986 – rusza filmowa audycja radiowa Stopklatka w Akademickim Radiu Pomorze w Szczecinie[2]
- Grudzień 1993 – audycja przenosi się do Radia ABC w Szczecinie[2]
- Sierpień 1996 – startuje strona internetowa Stopklatki jako część serwisu internetowego Radia ABC, jest to jedna długa strona, zawierająca najważniejsze wydarzenia i informacje o premierach filmowych, aktualizowana raz w tygodniu[2]
- Maj 1997 – podpisanie umowy z Microsoft Corporation, na mocy której Stopklatka stała się jednym z dziesięciu Kanałów Platynowych Internetowych preinstalowanych w przeglądarce Internet Explorer 4.0
- Lipiec 1997 – uruchomienie rozbudowanej strony Stopklatki pod własnym adresem www.stopklatka.com.pl, już jako jednego z Kanałów Platynowych Internetowych Internet Explorera
- Maj 2000 – przekształcenie ze spółki cywilnej w spółkę z ograniczoną odpowiedzialnością, w której 80% udziałów objęła firma PROKOM Software S.A.
- Styczeń 2008 – otrzymanie nominacji Polskiego Instytutu Sztuki Filmowej w kategorii Najlepszy Portal Internetowy
- Maj 2009 – otrzymanie nagrody Polskiego Instytutu Sztuki Filmowej w kategorii Najlepszy Portal Internetowy
- Lipiec 2009 – przekształcenie ze spółki z ograniczoną odpowiedzialnością w spółkę akcyjną
- 31 maja 2010 – spółka pozyskała nowego inwestora strategicznego: Kino Polska TV Sp. z o.o
- 12 lipca 2010 – debiut spółki na NewConnect pod nazwami skróconymi STOPKLA i STK
- 30 września 2010 – premiera autorskiego magazynu filmowego „Pierwszy Rząd”[8]
- 24 stycznia 2011 – nawiązanie współpracy z Yahoo! polegającej na dostarczaniu treści dotyczących premier oraz wydarzeń filmowych z Polski i świata[9]
- 15 czerwca 2012 – nawiązanie współpracy redakcyjnej z Radiem ZET. Stopklatka.pl została patronem programu filmowego „KinoZETka” Agnieszki Kołodziejskiej[10]
- 18 grudnia 2012 – zmiana logotypu oraz szaty graficznej serwisu[11]
- 25 lutego 2013 – Projekt Stopklatka TV został zgłoszony do zorganizowanego przez KRRiT przetargu na uruchomienie kanału filmowego dostępnego w ramach pierwszego multipleksu naziemnej telewizji cyfrowej DVB-T[12]
- 11 kwietnia 2013 – rozpoczęcie współpracy z siecią reklamową Evolution Media Net[13]
- 15 marca 2014 r. – startuje ogólnodostępny kanał filmowo-serialowy Stopklatka TV, dostępny w naziemnej telewizji cyfrowej
- sierpień 2016 r. –  portal został przekształcony w oficjalną stronę kanału filmowo-serialowego Stopklatka TV